# Elleguna
Elleguna là một chi nhện trong họ Stiphidiidae.